# Gitarrförstärkare

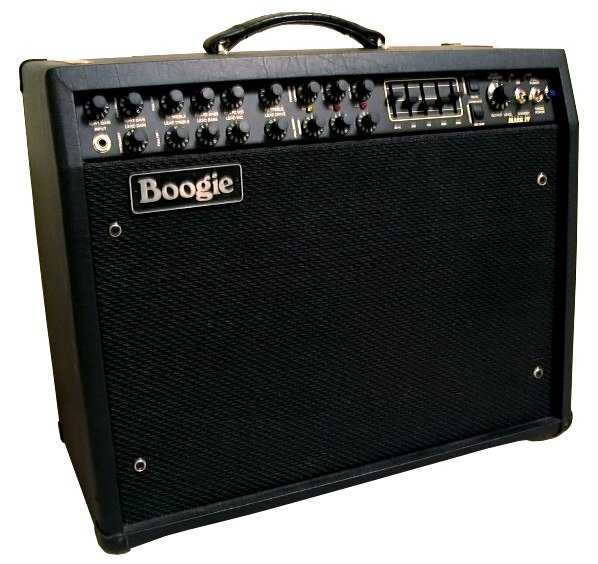
Mesa Boogie "Mark IV", en gitarrkomboförstärkare

En gitarrförstärkare är en elektronisk enhet eller ett system som stärker den svaga elektriska signalen från en pickup på en elgitarr, elbas eller akustisk gitarr så att den kan producera ljud genom en eller flera högtalare, som vanligtvis är inbyggda i en träkabinett. En gitarrförstärkare kan vara en fristående trä- eller metalllåda som endast innehåller effektförstärkarkretsar (och förförstärkar)-kretsar, vilket kräver användning av ett separat högtalarskåp - eller så kan det vara en "komboförstärkare", som innehåller både förstärkare och en eller flera högtalare i samma låda. Det finns ett brett utbud av gitarrförstärkare, med varierande storlekar och effekter, från små, lätta "övningsförstärkare" med en enda 6 tums högtalare och en 10 watt förstärkare, till tunga komboförstärkare med fyra 10 tums- eller fyra 12 tumshögtalare och en kraftfull 100 wattförstärkare, som är tillräckligt höga för att använda i en nattklubb eller bar.
Gitarrförstärkare kan också ändra instrumentets ton genom att betona eller ta bort vissa frekvenser, med hjälp av EQ-kontroller, som fungerar på samma sätt som bas- och diskantreglage på en hifi-stereo, och genom att lägga till elektroniska effekter; distorsion (även kallad "overdrive") och reverb är vanligtvis inbyggda funktioner. Ingången till moderna gitarrförstärkare är ett 1/4 tums-uttag, som kopplas mellan instrumen och förstärkare, där en signal från en elektromagnetisk pickup (från en elgitarr) eller en piezoelektrisk pickup (vanligtvis från en akustisk gitarr). För gitarrister är deras val av gitarrförstärkare och inställningar som de använder på förstärkaren en viktig del av deras egen ton. Vissa gitarrister använder gärna ett specifikt förstärkarmärke eller modell under en längre tid. Gitarrister kan också använda externa effektpedaler att ändra ljudet i deras ton innan signalen når förstärkaren.